# Сили, Уильям
Уильям Сили (англ. William W. Seeley, род. 1971) — американский невролог. Он является профессором неврологии и патологии в Центре памяти и старения Калифорнийского университета в Сан-Франциско. Он возглавляет Лабораторию исследований селективной уязвимости в Калифорнийском университете в Сан-Франциско. Сили — стипендиат программы MacArthur Fellowship 2011 года.

## Биография
Сили окончил Университет Брауна в 1994 году и Медицинскую школу Калифорнийского университета в Сан-Франциско. Он был стажёром по внутренним болезням в Калифорнийском университете в Сан-Франциско и резидентом по неврологии в Массачусетской больнице общего профиля и больнице Бригама и Женской больнице. 
Он входит в редакционную коллегию журналов Acta Neuropathologica и Neuroimage Clinical. Уильям также является директором Банка нейродегенеративных заболеваний мозга Калифорнийского университета в Сан-Франциско. Его исследования посвящены очаговой уязвимости при нейродегенеративных заболеваниях, таких как лобно-височная деменция и болезнь Альцгеймера.

## Труды
- William W. Seeley. Self-Representation and the Frontal Lobes // The human frontal lobes: functions and disorders / William W. Seeley, Virginia E. Sturm. — 2. — Guilford Press, 2007. — ISBN 978-1-59385-329-7.
- Frontotemporal Demetia Neuroimaging: A Guide for Clinicians // Dementia in clinical practice / Panteleimon Giannakopoulos ; Patrick R. Hof. — Karger Publishers, 2009. — ISBN 978-3-8055-9015-0.